# Mielichhoferia ovalis
Mielichhoferia ovalis är en bladmossart som beskrevs av Mitten 1863. Mielichhoferia ovalis ingår i släktet kismossor, och familjen Bryaceae. Inga underarter finns listade i Catalogue of Life.